# Brenna tuats guat
Brenna tuats guat ist ein Lied von Hubert von Goisern, das 2011 auf dessen Album EntwederUndOder veröffentlicht und sein erster Nummer-eins-Hit in Österreich wurde.

## Entstehung und Hintergrund
Der Refrain des Liedes sei in einem Guss entstanden, die Strophen seien später hinzugekommen.
Hubert von Goisern verarbeitet in diesem Lied laut der Frankenpost seine Gedanken zu Gier und Geld im Allgemeinen. Auch kritisiert er die Geschehnisse in der Finanzwelt vor dem Hintergrund der Krise ab 2007. Einen Teil des Textes widmet er auch dem Bioethanol, der zu zehn Prozent aus Weizen besteht und 2012 in Österreich eingeführt werden sollte. Er weist darauf hin, dass Weizen verbrannt wird, während sehr viele Menschen hungern. Ein weiteres in dem Lied behandeltes Thema sind die Korruptionsskandale in der Politik.

„a jeda woass, dass as göd nit auf da wiesen wachst, und essen kann ma's a nit, aber brenna tat's guat, aber hoazen toan ma woazen und de ruabn und den kukuruz wann ma lang so weiter hoazen brennt da huat.“

Ein Übersetzungsversuch ins Hochdeutsche (nach Konstantin Wecker im Webmagazin Hinter den Schlagzeilen) könnte lauten: „Jeder weiß, dass Geld nicht auf der Wiese wächst. Und essen kann man es auch nicht, aber es brennt gut. Aber heizen tun wir mit Weizen, mit Rüben und Mais. Wenn wir noch lange so weiterheizen, brennt der Hut.“
Das Lied war zunächst nur als Download erhältlich und ist erst seit dem 11. November 2011 als CD Single erhältlich. Am 14. November 2011 wurde das Musikvideo zum Lied erstmals ausgestrahlt.

## Rezeption
In vielen Kritiken zum Album wurde der Song besonders hervorgehoben. Josef Gasteiger von laut.de bezeichnete das Lied als „mitreißenden Polka-Rock“. Stefan Franzen von der Badischen Zeitung attestiert dem „Mundart-Rap“-Song „punkige Qualitäten“.
Kati Hofacker von Monsters and Critics urteilt: „Brenna tuats guat' bietet einen brandheißen Mix aus Rap, Rock und Alpenglühn - im Wortsinne - und klingt schwer nach Hit“.
In der dritten Platzierungswoche (14. Oktober 2011) erreichte das Lied dann Platz 1 der Charts in Österreich und konnte sich dort 5 Wochen halten. Nach dem Lied wird Hubert von Goiserns Tour im Jahr 2012 benannt.
Auch in Deutschland erreichte das Lied im November 2011 die Verkaufshitparade. Es ist der erste Titel von Hubert von Goisern, der sich in den deutschen Singlecharts platzieren konnte. Der Titel konnte sich 42 Wochen lang in der deutschen Liste halten.